# Impacto ambiental dos pesticidas

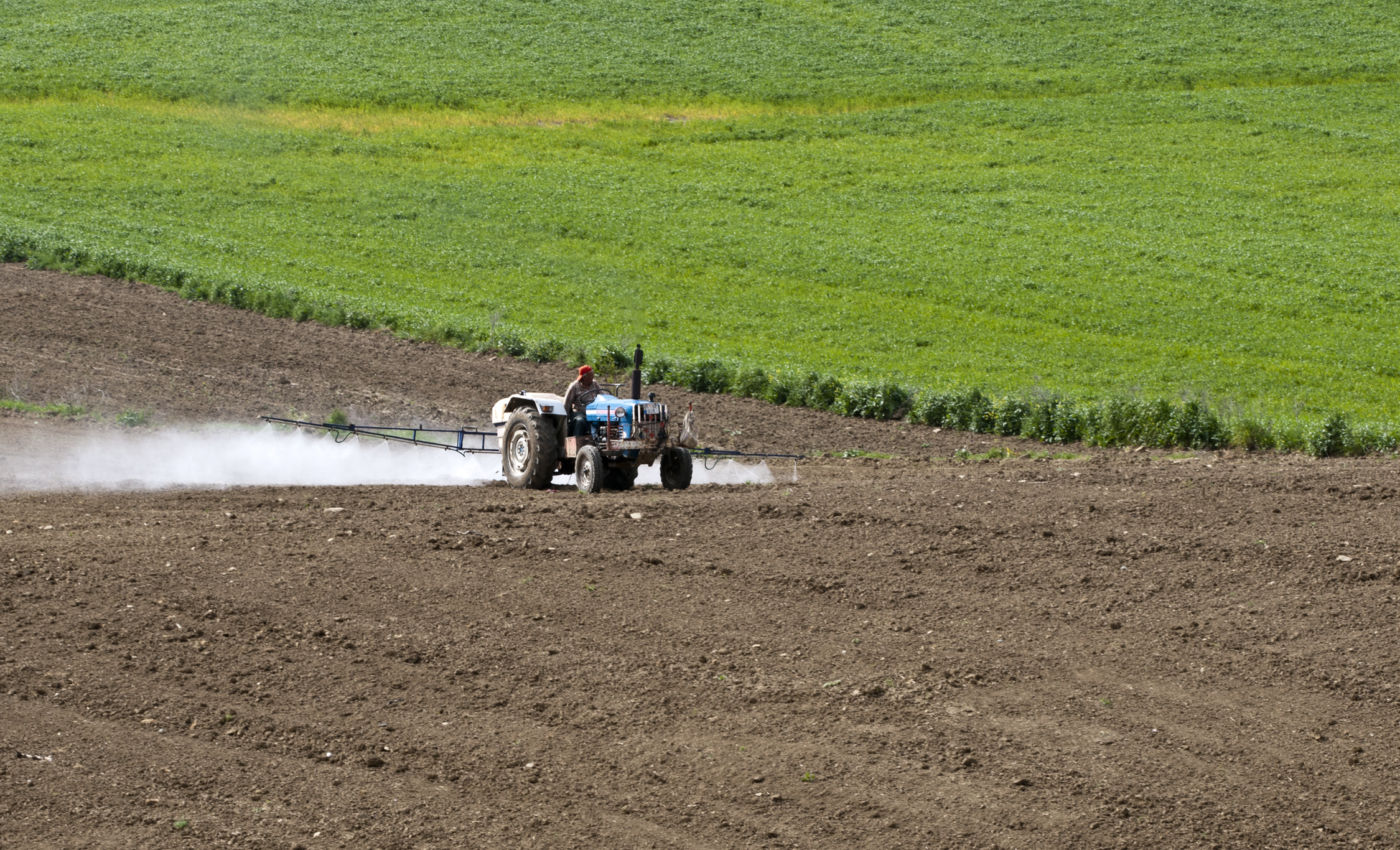
Pesticidas sendo pulverizados em um campo recentemente arado por trator. A pulverização aérea é a principal fonte de deriva de pesticidas e a aplicação em solo solto aumenta a chance de escoamento para cursos de água.

Os impactos ambientais dos pesticidas são o conjunto de impactos consequentes do uso de pesticidas. As conseqüências não intencionais dos pesticidas são uma das principais causas do impacto negativo da agricultura industrial moderna no meio ambiente. Os pesticidas, por serem produtos químicos tóxicos destinados a matar espécies de pragas, podem afetar espécies não-alvo, como plantas, animais e humanos. Mais de 98% dos inseticidas pulverizados e 95% dos herbicidas chegam a um destino diferente de suas espécies-alvo, porque são pulverizados ou espalhados por campos agrícolas inteiros. Outros agroquímicos, como fertilizantes, também podem ter efeitos negativos no meio ambiente.
Os efeitos negativos dos pesticidas não são apenas na área de aplicação. O escoamento e a deriva de pesticidas podem transportar pesticidas para ambientes aquáticos distantes ou outros campos, áreas de pastagem e assentamentos humanos. Outros problemas emergem das más práticas de produção, transporte, armazenamento e descarte. Com o tempo, a aplicação repetida de pesticidas aumenta a resistência das pragas, enquanto seus efeitos em outras espécies podem facilitar o ressurgimento da praga. Alternativas ao uso intensivo de agrotóxicos, como o manejo integrado de pragas, e técnicas de agricultura sustentável, como a policultura, atenuam essas consequências, sem a aplicação de produtos químicos tóxicos nocivos.
Modelagens ambientais indicam que  globalmente mais de 60% das terras agrícolas (~24,5 milhões de km²) está "em risco de poluição por pesticidas por mais de um ingrediente ativo", e que mais de 30% está em "alto risco", dos quais um terço está em regiões de alta biodiversidade. Cada pesticida ou classe de pesticida vem com um conjunto específico de preocupações ambientais. Tais efeitos indesejáveis levaram ao banimento de muitos pesticidas, enquanto a regulamentação limitou e/ou reduziu o uso de outros. A disseminação global do uso de pesticidas, incluindo o uso de pesticidas mais antigos/obsoletos que foram proibidos em algumas jurisdições, aumentou em geral.

## História

Uso de pesticidas por região ao longo do tempo

Após o fim da Primeira Guerra Mundial, os Estados Unidos converteram suas indústrias da produção de produtos químicos durante a guerra para a criação de pesticidas sintéticos usados na agricultura, usando piretro, rotenona, nicotina, sabadilla e quassin como precursores do uso expansivo de pesticidas em vigor hoje. Os pesticidas sintéticos provaram ser baratos e eficazes para matar insetos, mas receberam críticas de ONGs preocupadas com seus efeitos na saúde humana.
Embora a preocupação com a ecotoxicologia tenha começado com casos de envenenamento agudo no final do século XIX, a preocupação pública com os efeitos ambientais indesejáveis dos produtos químicos surgiu no início dos anos 1960 com a publicação do livro de Rachel Carson, Silent Spring. Pouco tempo depois, o DDT, originalmente usado para combater a malária, e seus metabólitos demonstraram causar efeitos em nível populacional em aves de rapina. Os estudos iniciais em países industrializados focaram nos efeitos agudos da mortalidade envolvendo principalmente aves ou peixes.

### Uso moderno de pesticidas
Atualmente, mais de 3,5 bilhões de quilos de pesticidas sintéticos são usados na agricultura mundial em uma indústria de mais de US$ 45 bilhões. Os atuais produtores agroquímicos líderes incluem Syngenta (ChemChina), Bayer Crop Science, BASF, Dow AgroSciences, FMC, ADAMA, Nufarm, Corteva, Sumitomo Chemical, UPL e Huapont Life Sciences. A Bayer CropScience e sua aquisição da Monsanto a levaram a lucros recordes em 2019 de mais de US$ 10 bilhões em vendas, cujas ações de herbicidas crescem 22%, seguidas de perto pela Syngenta.

### Pesquisa acadêmica
Desde 1990, o interesse da pesquisa mudou de documentar incidentes e quantificar a exposição a produtos químicos para estudos destinados a vincular experimentos de laboratório, mesocosmo e de campo. A proporção de publicações relacionadas ao efeito aumentou. Os estudos com animais concentram-se principalmente em peixes, insetos, pássaros, anfíbios e aracnídeos.
Desde 1993, os Estados Unidos e a União Europeia atualizaram as avaliações de risco de pesticidas, acabando com o uso de inseticidas organofosforados e carbamatos altamente tóxicos. Os pesticidas mais recentes visam a eficiência no alvo e efeitos colaterais mínimos em organismos não-alvo. A proximidade filogenética de espécies benéficas e pragas complica o projeto.
Um dos maiores desafios de pesquisa é conecatar os resultados dos estudos em pequena escala pelos muitos níveis de complexidade dos ecossistemas.
O conceito (emprestado da física nuclear) de meia-vida tem sido usado para pesticidas em plantas, e alguns autores sustentam que os modelos de avaliação de risco e impacto de pesticidas dependem e são sensíveis às informações que descrevem a dissipação das plantas. As vias de degradação conhecidas são através de: fotólise, dissociação química, sorção, bioacumulação e metabolismo vegetal ou animal. Um informativo do USDA publicado em 1994 lista o coeficiente de adsorção do solo e a meia-vida do solo para pesticidas então comumente usados.

### Poluentes orgânicos persistentes
Poluentes orgânicos persistentes (POPs) são compostos que resistem à degradação e assim permanecem no ambiente por anos. Alguns pesticidas, incluindo aldrina, clordano, DDT, dieldrin, endrin, heptacloro, hexaclorobenzeno, mirex e toxafeno, são considerados POPs. Alguns POPs têm a capacidade de volatilizar e percorrer grandes distâncias na atmosfera para se depositar em regiões remotas. Esses produtos químicos podem ter a capacidade de bioacumular e biomagnificar e podem biomagnificar (ou seja, tornar-se mais concentrados) até 70.000 vezes suas concentrações originais. Os POPs podem afetar organismos não-alvo no meio ambiente e aumentar o risco para os seres humanos pela interrupção dos sistemas endócrino, reprodutivo e respiratório .

## Efeitos ambientais

### Ar

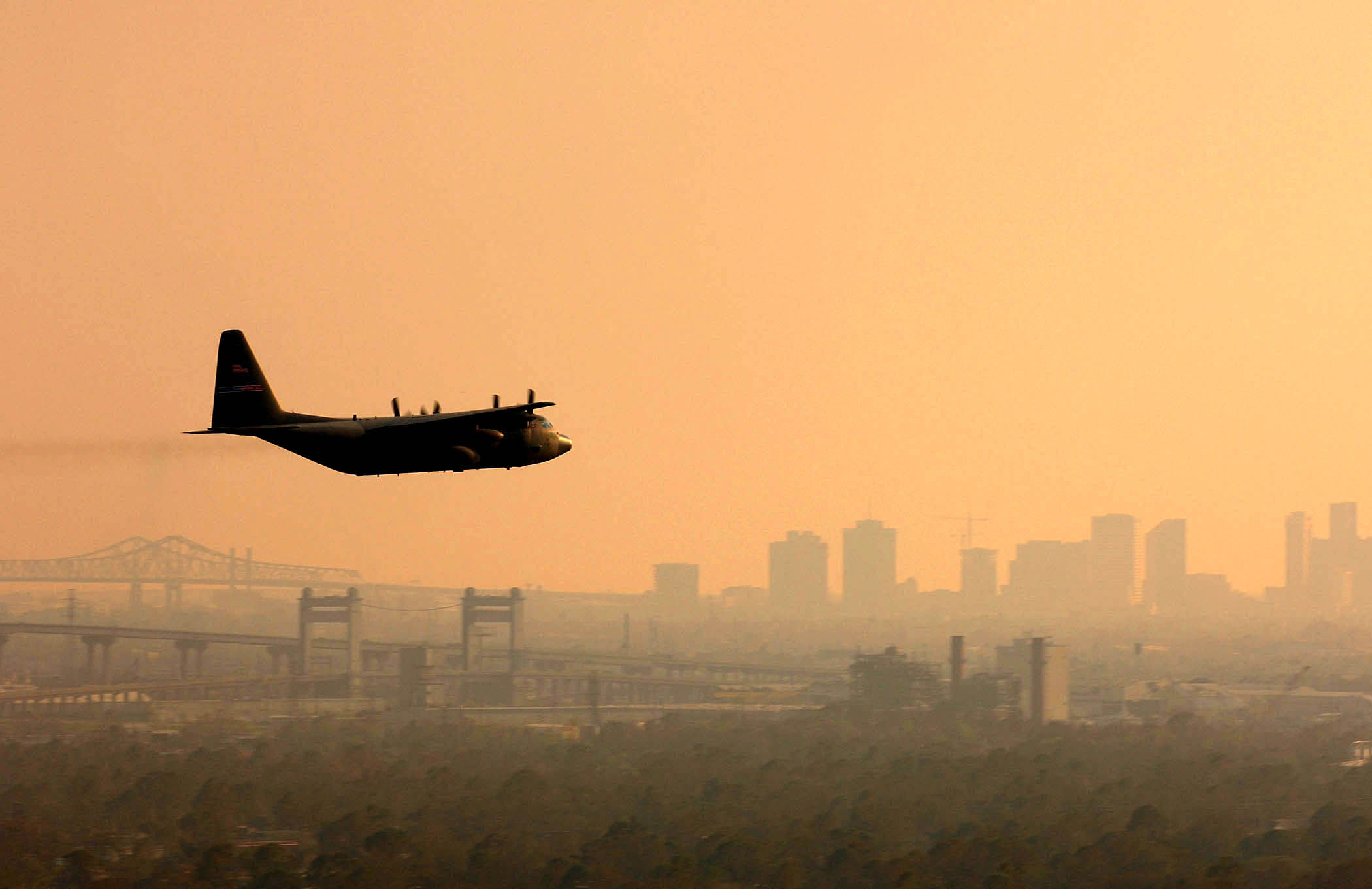
Aplicação aérea de um pesticida contra mosquitos sobre uma cidade

Os pesticidas podem contribuir para a poluição do ar. A deriva de pesticidas ocorre quando pesticidas suspensos no ar como partículas são levados pelo vento para outras áreas, potencialmente contaminando-as. Os pesticidas aplicados às plantações podem volatilizar e ser levados pelo vento para áreas próximas, representando uma ameaça potencial à vida selvagem. As condições climáticas no momento da aplicação, bem como a temperatura e a umidade relativa alteram a dispersão do agrotóxico no ar. À medida que a velocidade do vento aumenta, também aumenta a deriva e a exposição do spray. Baixa umidade relativa e alta temperatura resultam em mais evaporação do spray. A quantidade de pesticidas inaláveis no ambiente externo é, portanto, muitas vezes dependente da estação. Além disso, gotículas de pesticidas pulverizados ou partículas de pesticidas aplicados como poeira podem viajar com o vento para outras áreas, ou pesticidas podem aderir a partículas (como poeira) que são sopradas pelo vento.
A pulverização terrestre produz menos deriva de pesticidas do que a pulverização aérea . Os agricultores podem empregar uma zona tampão em torno de sua colheita, consistindo de terras vazias ou plantas não cultivadas, como árvores perenes, para servir como quebra-ventos e absorver os pesticidas, evitando o deslocamento para outras áreas. Esses quebra-ventos são legalmente exigidos na Holanda .
Pesticidas que são pulverizados nos campos e usados para fumigar o solo podem liberar compostos orgânicos voláteis, que podem reagir com outras substâncias e formar ozônio ao nível do solo. O uso de pesticidas é responsável por cerca de 6% dos níveis totais de ozônio no nível do solo.

### Água

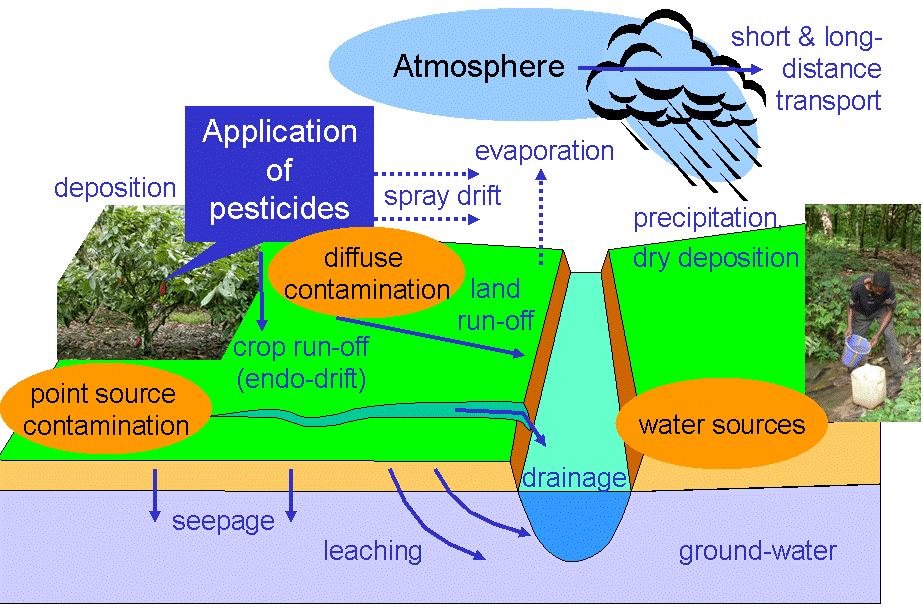
Caminhos de pesticidas

Nos Estados Unidos, descobriu-se que pesticidas poluem todos os córregos e mais de 90% dos poços amostrados em um estudo do US Geological Survey. Resíduos de pesticidas também foram encontrados na chuva e nas águas subterrâneas. Estudos do governo do Reino Unido mostraram que as concentrações de pesticidas excediam as permitidas para água potável em algumas amostras de água de rio e subterrânea.
Os impactos dos pesticidas nos sistemas aquáticos são frequentemente estudados usando modelos de transporte hidrológico para estudar o movimento e o destino de produtos químicos em rios e riachos. Já na década de 1970, a análise quantitativa do escoamento de pesticidas era realizada para prever as quantidades de pesticidas que atingiriam as águas superficiais.
Existem quatro rotas principais através das quais os pesticidas atingem a água: podem sair da área-alvo quando pulverizados, podem percolar ou lixiviar através do solo, podem ser transportados como escoamento ou podem ser derramados, por exemplo acidentalmente ou por negligência. Eles também podem ser levados para a água pela erosão do solo como escoame. Os fatores que afetam a capacidade de um pesticida de contaminar a água incluem sua solubilidade em água, a distância de um local de aplicação a um corpo de água, clima, tipo de solo, presença de uma cultura em crescimento e o método usado para aplicar o produto químico.

#### Regulamentos com foco na água
Na regulamentação dos Estados Unidos, os limites máximos para para pesticidas individuais na água potável são definidos pela Agência de Proteção Ambiental (EPA) para sistemas públicos de água. (Não há padrões federais para poços privados. ) Os padrões de qualidade da água ambiente para concentrações de pesticidas em corpos d'água são desenvolvidos principalmente por agências ambientais estaduais, com supervisão da EPA. Esses padrões podem ser emitidos para corpos d'água individuais ou podem ser aplicados em todo o estado.
O Reino Unido estabelece Padrões de Qualidade Ambiental (EQS), ou concentrações máximas de pesticidas em corpos d'água.
A União Europeia também regula as concentrações máximas de pesticidas na água.

### Solo
O uso extensivo de pesticidas na produção agrícola pode degradar e danificar a comunidade de microorganismos que vivem no solo, principalmente quando são usados em excesso ou de maneira inadequada. O impacto total dos pesticidas nos microrganismos ainda não é totalmente conhecido; muitos estudos encontraram efeitos deletérios de pesticidas em microorganismos do solo e processos bioquímicos, enquanto outros descobriram que o resíduo de alguns pesticidas pode ser degradado e assimilado por microorganismos. O efeito dos pesticidas nos microrganismos do solo é influenciado pela persistência, concentração e toxicidade do pesticida aplicado, além de vários fatores ambientais. Essa complexa interação de fatores torna difícil tirar conclusões definitivas sobre a interação dos agrotóxicos com o ecossistema do solo . Em geral, a aplicação de pesticidas a longo prazo pode perturbar os processos bioquímicos de ciclagem de nutrientes.
Muitos  pesticidas são contaminantes persistentes do solo, cujo impacto pode perdurar por décadas e afetar adversamente a conservação do solo.
O uso de pesticidas diminui a biodiversidade geral no solo. Não usar os produtos químicos resulta em maior qualidade do solo, com o efeito subsequente de que mais matéria orgânica no solo permite maior retenção de água. Isso ajuda a aumentar o rendimento das fazendas em anos de seca, quando as fazendas orgânicas tiveram rendimentos 20-40% maiores do que suas contrapartes convencionais. Um teor menor de matéria orgânica no solo aumenta a quantidade de pesticida que deixará a área de aplicação, porque a matéria orgânica se liga quimicamente e ajuda a quebrar os pesticidas.
A degradação e a sorção são fatores que influenciam a persistência de pesticidas no solo. Dependendo da natureza química do pesticida, tais processos controlam diretamente o transporte do solo para a água e, por sua vez, para o ar e nossos alimentos. A quebra de substâncias orgânicas, envolve interações entre microrganismos no solo. A sorção afeta a bioacumulação de pesticidas que dependem da matéria orgânica do solo. Ácidos orgânicos fracos são  fracamente absorvidos pelo solo, devido ao pH e principalmente à estrutura ácida. Conforme os tempos de residência no solo aumentam, os resíduos de pesticidas tornam-se mais resistentes à degradação e à extração, pois perdem a atividade biológica.

## Impacto nos seres vivos
O impacto nos seres vivos também afeta indiretamente o ambiente não vivo e os seres humanos.

### Plantas

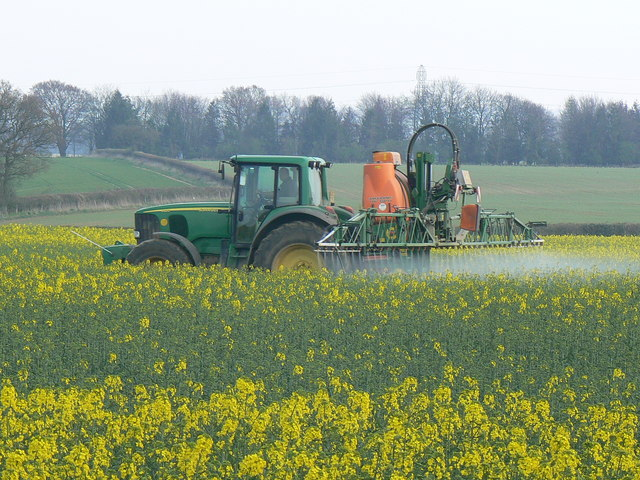
Pulverização de culturas

A fixação de nitrogênio, que é necessária para o crescimento de plantas superiores, é prejudicada por pesticidas no solo. Os inseticidas DDT, metil paration e especialmente o pentaclorofenol demonstraram interferir na sinalização química legume-rizóbio . A redução dessa sinalização química simbiótica resulta na redução da fixação de nitrogênio, reduzindo o rendimento das culturas. A formação de nódulos radiculares nessas plantas economiza US$ 10 bilhões para a economia mundial em fertilizantes nitrogenados sintéticos todos os anos.
Por outro lado, os pesticidas têm algum efeito nocivo direto sobre a planta, incluindo desenvolvimento deficiente do pelo radicular, amarelamento da parte aérea e crescimento reduzido da planta.

#### Polinizadores
Pesticidas podem matar abelhas e estão fortemente implicados no declínio dos polinizadores, a perda de espécies que  as plantas, inclusive através do mecanismo de Distúrbio do Colapso das Colônias,  em que as abelhas operárias de uma colméia ou colônia de abelhas ocidentais desaparecem abruptamente. A aplicação de pesticidas em plantações que estão florescendo pode matar  abelhas, que atuam como polinizadores. O USDA e o USFWS estimam que os agricultores americanos percam pelo menos US$ 200 milhões por ano devido à redução da polinização das culturas, pois os pesticidas aplicados nos campos eliminam cerca de um quinto das colônias de abelhas nos EUA e prejudicam outros 15%.

### animais

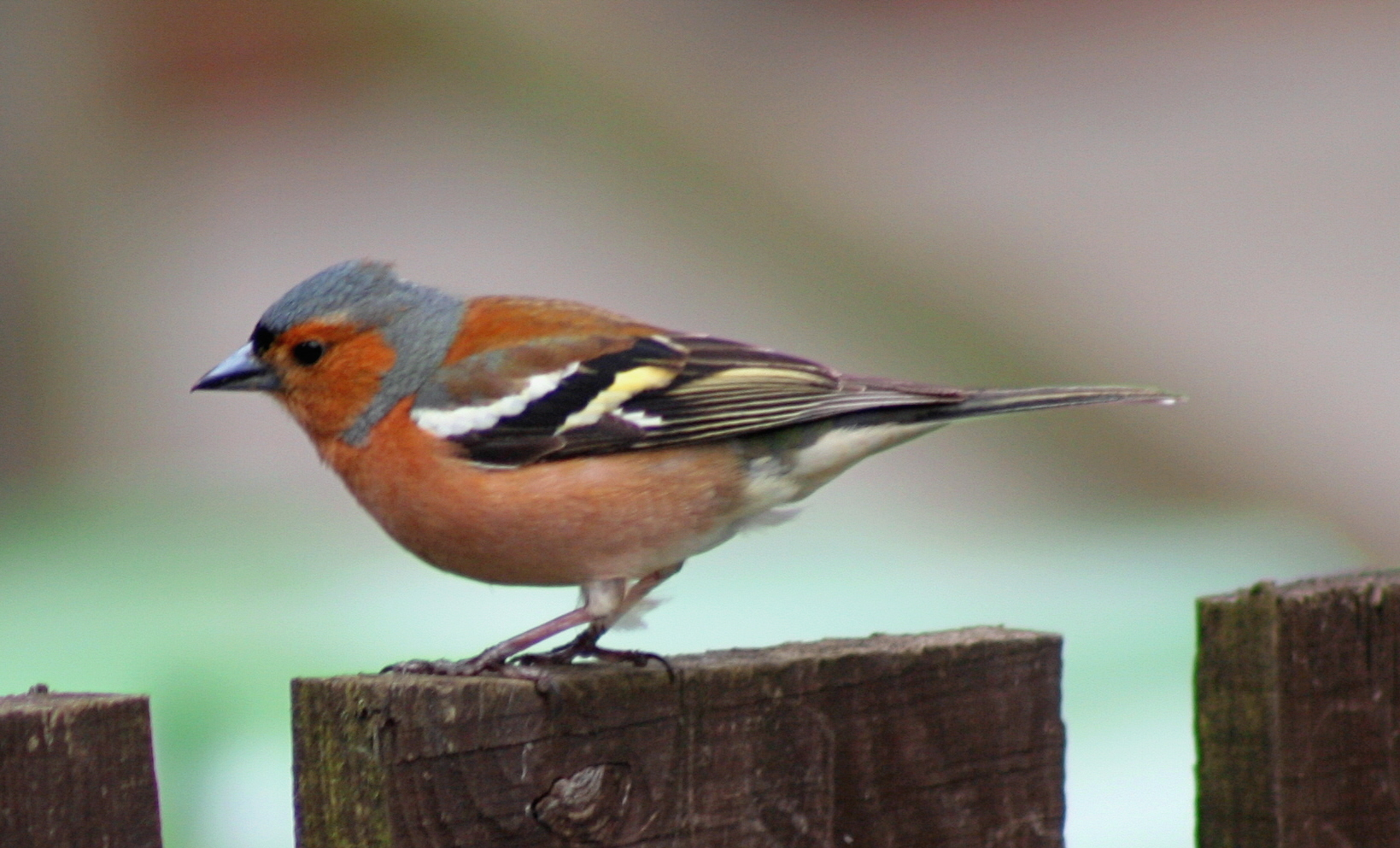
Na Inglaterra, o uso de pesticidas em jardins e terras agrícolas reduziu o número de tentilhões

Animais, incluindo humanos, podem ser envenenados por resíduos de pesticidas que permanecem nos alimentos, por exemplo, quando animais selvagens entram em campos pulverizados ou áreas próximas logo após a pulverização.
Os pesticidas podem eliminar as fontes de alimento essenciais de alguns animais, fazendo com que migrem, mudem sua dieta ou morram de fome. Os resíduos podem subir na cadeia alimentar; por exemplo, os pássaros podem ser prejudicados quando comem insetos e minhocas que consumiram pesticidas. As minhocas digerem a matéria orgânica e aumentam o teor de nutrientes na camada superior do solo. Eles protegem a saúde humana ingerindo lixo em decomposição e servindo como bioindicadores da atividade do solo. Os pesticidas tiveram efeitos nocivos sobre o crescimento e a reprodução das minhocas. Alguns pesticidas podem bioacumular ou atingir níveis tóxicos nos corpos dos organismos que os consomem ao longo do tempo, um fenômeno que afeta especialmente as espécies no alto da cadeia alimentar.

#### Aves

Índice de número de aves agrícolas comuns na União Europeia e em países europeus selecionados, sendo 100 o número de aves em 1990

O  US Fish and Wildlife Service estima que 72 milhões de aves são mortas por pesticidas nos Estados Unidos a cada ano. As águias americanas são exemplos comuns de organismos não-alvo afetados pelo uso de pesticidas. O livro Silent Spring de Rachel Carson revelou os efeitos da bioacumulação do pesticida DDT em 1962.
As aves agrícolas estão diminuindo mais rapidamente do que as aves de qualquer outro bioma na América do Norte, um declínio que está correlacionado com a intensificação e expansão do uso de pesticidas. Nas terras agrícolas do Reino Unido, as populações de dez espécies diferentes de aves diminuíram em 10 milhões de indivíduos reprodutores entre 1979 e 1999, supostamente devido à perda de espécies de plantas e invertebrados das quais as aves se alimentam. Em toda a Europa, 116 espécies de aves foram ameaçadas em 1999. Verificou-se que as reduções nas populações de aves estão associadas aos horários e áreas em que os pesticidas são usados. O desbaste da casca dos ovos induzido por DDE afetou especialmente as populações de aves da Europa e da América do Norte. De 1990 a 2014, o número de aves agrícolas comuns diminuiu na União Europeia como um todo e na França, Bélgica e Suécia; na Alemanha, que depende mais da agricultura orgânica e menos de pesticidas, o declínio foi mais lento; na Suíça, que não depende muito da agricultura intensiva, após uma queda no início dos anos 2000, o nível voltou ao de 1990.
Em outro exemplo, alguns tipos de fungicidas usados no cultivo de amendoim são apenas ligeiramente tóxicos para pássaros e mamíferos, mas podem matar minhocas, o que pode, por sua vez, reduzir as populações de pássaros e mamíferos que se alimentam deles.
Alguns pesticidas são disponibilizados em forma granular. Animais selvagens podem comer os grãos, confundindo-os com grãos de comida. Alguns grãos de pesticida podem ser suficientes para matar um pequeno pássaro. Os herbicidas podem pôr em perigo as populações de aves, reduzindo o seu habitat. Além disso, a destruição do habitat nativo e a conversão em outros tipos de uso da terra (por exemplo, agrícola, residencial) contribui para o declínio dessas aves.

#### Vida aquática

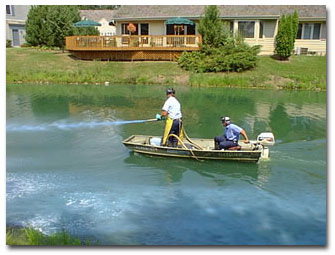
Usando um herbicida aquático

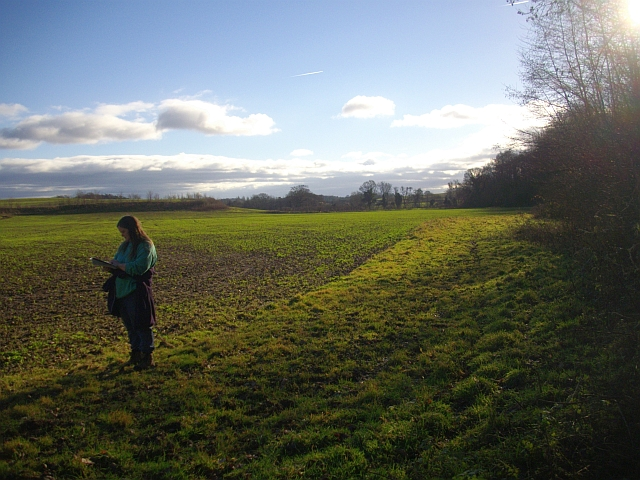
Margens de campo amplas podem reduzir a poluição de fertilizantes e pesticidas em córregos e rios

Peixes e outros organismos aquáticos podem ser prejudicados pela água contaminada com pesticidas. O escoamento superficial de pesticidas em rios e riachos pode ser altamente letal para a vida aquática, às vezes matando todos os peixes em um determinado riacho.
A exposição repetida a doses subletais de alguns pesticidas pode causar alterações fisiológicas e comportamentais que reduzem as populações de peixes, como abandono de ninhadas, diminuição da imunidade e se tornando menos ariscos a predadores.
A aplicação de herbicidas em corpos d'água pode matar plantas das quais os peixes dependem para seu habitat.
Os pesticidas podem acumular-se nos corpos de água a níveis que matam o zooplâncton, a principal fonte de alimento dos peixes jovens. Os pesticidas também podem matar insetos dos quais alguns peixes se alimentam, fazendo com que os peixes viajem mais longe em busca de comida e expondo-os a um maior risco de predadores.
Quanto mais rápido um determinado pesticida se decompõe no meio ambiente, menos ameaça ele representa para a vida aquática. Os inseticidas são tipicamente mais tóxicos para a vida aquática do que os herbicidas e fungicidas.

#### Anfíbios e répteis
Nas últimas décadas, as  populações de anfíbios diminuíram em todo o mundo, por razões variadas, mas ainda pouco claras, das quais os pesticidas podem fazer parte.
As misturas de pesticidas parecem ter um efeito tóxico cumulativo nas rãs. Girinos de lagoas contendo vários pesticidas levam mais tempo para se metamorfosear e são menores quando o fazem, diminuindo sua capacidade de capturar presas e evitar predadores. A exposição de girinos ao organoclorado endosulfan em níveis prováveis de serem encontrados em habitats próximos a campos pulverizados com o produto químico mata os girinos e causa anormalidades  de comportamento e de crescimento.
O herbicida atrazina pode transformar sapos machos em hermafroditas, diminuindo sua capacidade de reprodução. Efeitos reprodutivos e não reprodutivos em répteis e anfíbios aquáticos foram relatados. Crocodilos, muitas espécies de tartarugas e alguns lagartos não possuem cromossomos sexuais distintos até após a fertilização durante a organogênese, dependendo da temperatura. A exposição embrionária em tartarugas a vários PCBs causa uma reversão sexual. Nos Estados Unidos e no Canadá, distúrbios como diminuição do sucesso de eclosão, feminização, lesões de pele e outras anormalidades de desenvolvimento foram relatados.

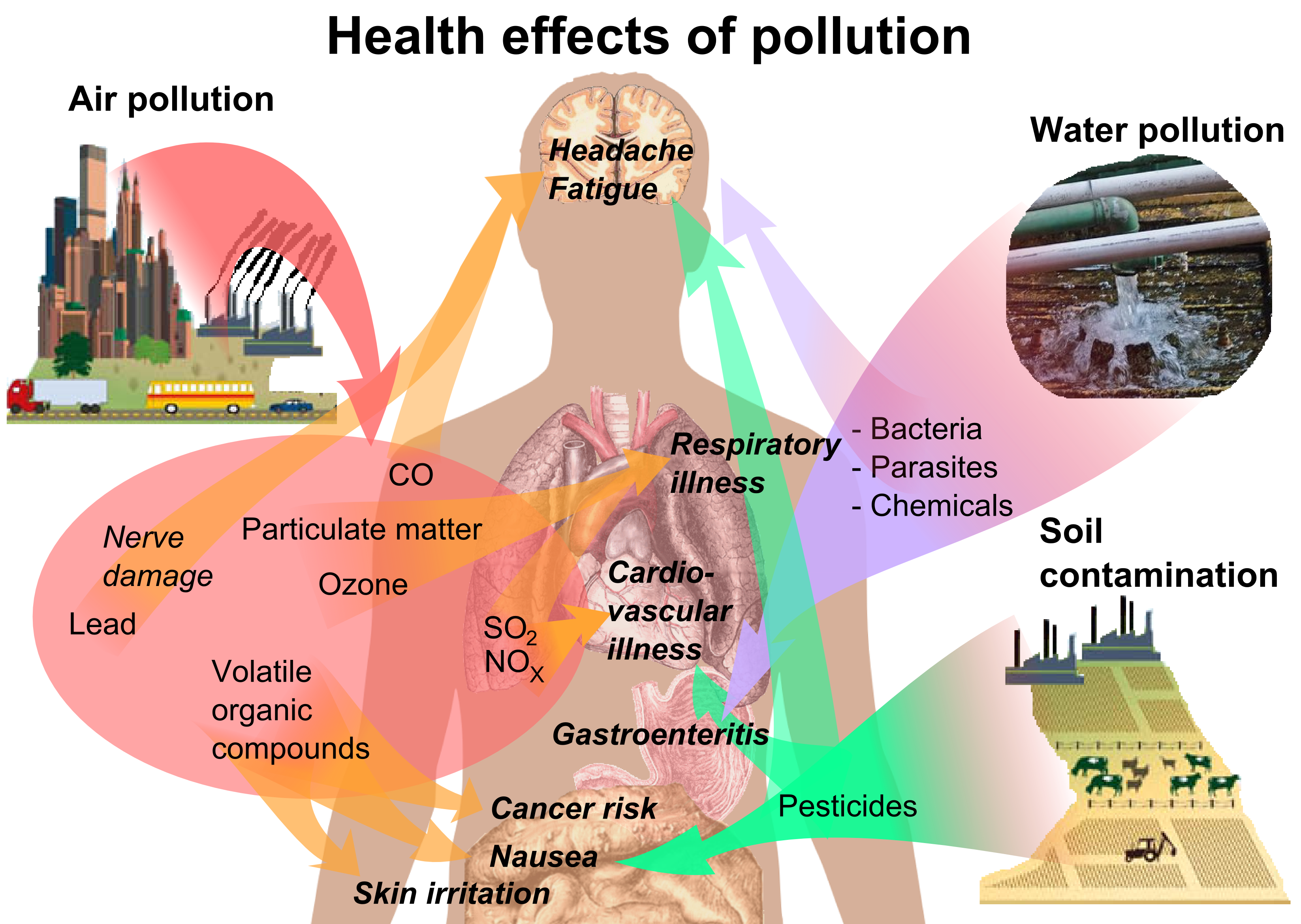
Os pesticidas estão implicados em uma série de impactos na saúde humana devido à poluição

### Humanos
Os pesticidas podem entrar no corpo através da inalação de aerossóis, poeira e vapores que contenham pesticidas; por exposição oral por ingestão de alimentos/água; e através da exposição da pele por contato direto. Os pesticidas percolama nos solos e nas águas subterrâneas, e podem acabar na água potável, assim como e a pulverização de pesticidas pode poluir o ar.
Os efeitos dos pesticidas na saúde humana dependem da toxicidade do produto químico e da duração e magnitude da exposição. Os trabalhadores rurais e suas famílias são os que mais se expõem aos pesticidas agrícolas por meio do contato direto.

## Alternativas
Muitas alternativas estão disponíveis para reduzir os efeitos dos pesticidas no meio ambiente. As alternativas aos pesticidas incluem remoção manual, aplicação de calor, cobertura de ervas daninhas com plástico, colocação de armadilhas e iscas, remoção de criadouros de pragas, manutenção de solos saudáveis que reproduzam plantas saudáveis e mais resistentes, cultivo de espécies nativas que são naturalmente mais resistentes a pragas nativas e apoio ao controle biológico com aves e outros predadores de pragas. Nos Estados Unidos, o uso de pesticidas convencionais atingiu o pico em 1979 e, em 2007, havia sido reduzido em 25% em relação ao nível máximo de 1979, enquanto a produção agrícola aumentou 43% no mesmo período.
Controles biológicos, como variedades de plantas resistentes e o uso de feromônios, têm sido bem-sucedidos e, às vezes, resolvem permanentemente um problema de praga. O Manejo Integrado de Pragas (MIP) emprega o uso de produtos químicos somente quando outras alternativas são ineficazes. O MIP causa menos danos aos seres humanos e ao meio ambiente. O foco é mais amplo do que uma praga específica, considerando uma gama de alternativas de controle de pragas. A biotecnologia também pode ser uma forma inovadora de controlar as pragas. As cepas podem ser geneticamente modificadas (GM) para aumentar sua resistência a pragas.
Biopesticidas, como óleo de canola e bicarbonato de sódio, que contêm ingredientes ativos de substâncias naturais, são uma alternativa ambientalmente correta para pesticidas tóxicos. Existem três categorias de biopesticidas; pesticidas microbianos, protetores incorporados em plantas (PIPs) e biopesticidas bioquímicos. As alternativas aos pesticidas incluem uma gama de introdução de material genético em plantas que visam uma determinada praga e ingredientes ativos que controlam o acasalamento e a reprodução de certas pragas ou matam pragas-alvo. Os biopesticidas são eficazes em pequenas quantidades e se degradam rapidamente, tornando-os uma alternativa ecológica aos pesticidas. Eles também são frequentemente usados no Manejo Integrado de Pragas (MIP) e têm sido um componente importante da estratégia de MIP do Reino Unido para proteção de cultivos.

## Resíduos e eliminação
Nos Estados Unidos, a Agência de Proteção Ambiental (EPA) sugere o uso adequado de pesticidas e o descarte que segue as orientações federais ou estaduais individuais para agricultores ou usuários comerciais. Os usuários comerciais de pesticidas são instruídos a seguir as instruções de descarte nos rótulos dos pesticidas enquanto usam as medidas de segurança necessárias para o descarte de resíduos perigosos. Eles também são aconselhados a solicitar assistência de suas agências locais no descarte de pesticidas indesejados ou não utilizados.
Ainda existem problemas ambientais decorrentes do escoamento superficial e de outros efeitos negativos dos pesticidas. O escoamento de pesticidas para as águas residuais e a deriva de pesticidas para outros ecossistemas levou a pesquisas sobre a remoção e remediação de pesticidas no meio ambiente. Pesquisas têm sido feitas em diferentes métodos para tratar a poluição por pesticidas, incluindo o uso de absorção de carvão ativado e processos avançados de oxidação. Diferentes métodos de remoção de pesticidas requerem custos diferentes e podem levar a resultados de remoção diferentes. Alguns métodos requerem técnicas de baixo custo, mas muitos resultam em subprodutos que exigem um custo extra para remoção ou impactos ambientais injustificados.
Há pesquisas em andamento focada na remoção de pesticidas, por exemplo um estudo de 2022 que demonstrou excelente eficiência de remoção de 80% para o pesticida clorpirifós por meio do uso de biorobôs magnéticos de plantas.

### Absorção por carvão ativado
Devido às propriedades do carvão ativado, diferentes tipos têm sido pesquisados como potencial tratamento para absorção de diferentes espécies de pesticidas. Os pesquisadores descobriram um uso para o carvão ativado preparado a partir de  sementes de tangerina na absorção de pesticidas. Pesquisas estão utilizando este carvão ativado no processo de remoção de pesticidas contendo carbamato que têm sido associados a um risco aumentado de câncer e outros riscos à saúde. A absorção por carvão ativado é uma maneira bem-sucedida e econômica de remover pesticidas.

### Processo de oxidação avançada (AOP)
Processos avançados de oxidação têm sido usados para combater o problema de resíduos de pesticidas em frutas e vegetais. AOP e suas tecnologias têm sido usadas nos esforços de remoção de poluentes de pesticidas em águas residuais usando diferentes reações químicas para atingir diferentes poluentes. Os pesquisadores descobriram que este método de remoção de pesticidas usando cloro livre acoplado/ultrassom é bem-sucedido na remoção de resíduos de pesticidas de vegetais.

## Ativismo

### Pesticide Action Network
Historicamente, as contribuições da PAN voltadas para a Convenção de Estocolmo resultaram em tratados e leis ambientais globais que proíbem poluentes orgânicos persistentes (POPs), como o endosulfan, e seu trabalho de campanha sobre o Consentimento Prévio Informado (PIC) para países do Sul Global saberem quais produtos químicos proibidos que eles possam estar importando. O trabalho do PAN, de acordo com seu site, envolve "desviar a ajuda global para longe dos pesticidas", além de monitorar a comunidade e as falhas das políticas do Banco Mundial. Além disso, os membros da Pesticide Action Network ajudaram a co-autor da Avaliação Internacional de Conhecimento, Ciência e Tecnologia Agrícola para o Desenvolvimento (IAASTD), trabalhando para centralizar o conhecimento agroecológico e as técnicas agrícolas como cruciais para o futuro da agricultura.